# Fabienne Antoine
Fabienne Antoine es una deportista belga que compitió en judo. Ganó una medalla de bronce en el Campeonato Europeo de Judo de 1984, en la categoría de –72 kg.

## Palmarés internacional
| Campeonato Europeo | Campeonato Europeo | Campeonato Europeo | Campeonato Europeo |
| Año                | Lugar              | Medalla            | Categoría          |
| ------------------ | ------------------ | ------------------ | ------------------ |
| 1984               | Pirmasens (RFA)    | Medalla de bronce  | –72 kg             |